# Gusti Huber
Gusti Huber (* 27. Juli 1914 als Auguste Barbara Huber in Wieden (Wien), Österreich-Ungarn; † 12. Juli 1993 in New York City) war eine österreichische Theater - und Filmschauspielerin.

## Leben
Ihr Vater war Kohlenhändler; ihre Mutter, eine geborene Roszypal, kam bei der Bombardierung des Heinrichhofs im März 1945 ums Leben. Schauspielunterricht erhielt sie von Rudolf Beer, der auch ihr Debüt in Zürich vermittelte, und Albert Bassermann. Klassenkameraden an der Akademie für Musik und darstellende Kunst waren Hansi Knoteck, Karl Schönböck, Franz Böheim und Hans Holt. Ihre erste Filmrolle hatte sie 1935; zwei Jahre später gelang ihr in der Theaterverfilmung Unentschuldigte Stunde der große Durchbruch.
In Wien spielte sie erst am Volkstheater, dann in der Josefstadt und schließlich 1940 im Burgtheater, wo ihre Antrittsrolle die Julia war. Sie stand 1944 in der Gottbegnadeten-Liste des Reichsministeriums für Volksaufklärung und Propaganda.
Auf Sommer-Stagione am Gmundener Stadttheater verliebte sie sich in den vier Jahre jüngeren Erben der Wiener Hofjuwelierdynastie Köchert, Gotfrid Köchert. Seine Eltern versuchten die Beziehung zu hintertreiben und schickten ihn für ein Jahr auf ein College in Amerika, doch die beiden blieben in Verbindung und Huber rief ihn alle paar Tage in Florida an. Bei der Rückkehr war Österreich inzwischen an das Deutsche Reich angeschlossen, und Köchert wurde zur Wehrmacht einberufen. Huber reiste ihm, sooft es ihre Arbeit zuließ, nach Enns nach, wo er in der dortigen Dragonerkaserne stationiert war. Als das erste Kind unterwegs war, wurde geheiratet. Ein zweites Kind, Christiane, folgte und die Familie lebte in der Löwelstraße hinter dem Burgtheater; die Ehe wurde jedoch bald geschieden. Nach Kriegsende blieben Bühnenengagements und Filmrollen aus. Die inzwischen 31-Jährige trat vor amerikanischen Besatzungssoldaten im Hotel Traunblick auf und sang im Austausch gegen Lebensmittel. Hier lernte sie den US-Offizier Joseph Besch kennen, den sie im Rathaus von Altmünster heiratete. Sie siedelte 1950 mit ihm in die USA über, wo sie noch Zwillinge zur Welt brachte.
Die bekanntesten ihrer 20 Filme bis 1945 waren 1937 Land der Liebe, 1939 Marguerite: 3 und 1941 Jenny und der Herr im Frack.
Nach der Übersiedlung in die USA spielte sie nur noch gelegentlich. Ihr letzter Kinofilm war 1959 Das Tagebuch der Anne Frank, in dem sie die Rolle der Mutter Edith Frank übernahm, die sie schon im Theater gespielt hatte.
Gusti Hubers Tochter war Bibiana „Bibi“ Besch (1942–1996), die ebenfalls als Schauspielerin in vielen Filmen mitwirkte und für ihre zahlreichen Gastauftritte in US-Fernsehserien mehrfach für den Emmy nominiert wurde. International bekannt wurde Bibi Besch unter anderem durch ihre Rolle in Star Trek II: Der Zorn des Khan.
Gusti Hubers Enkelin und Tochter von Bibi Besch ist Samantha Mathis (* 1970), die ebenfalls den Beruf der Schauspielerin ergriff (u. a. American Psycho).
Da Gusti Huber testamentarisch verfügt hatte, dass sie auf österreichischem Boden bestattet werden wolle, brachte der Witwer 1993 ihre Urne nach Altmünster und verstreute die Asche auf einem Wiesengrund am Ufer des Traunsees.

## Filmografie
- 1935: Tanzmusik
- 1935: Ein Walzer um den Stephansturm (Sylvia und ihr Chauffeur)
- 1935: Buchhalter Schnabel (Ein junger Herr aus Oxford)
- 1936: Savoy-Hotel 217
- 1936: Fiakerlied
- 1937: Land der Liebe
- 1937: Die unentschuldigte Stunde
- 1937: Der Mann, von dem man spricht
- 1938: Zwischen den Eltern
- 1938: Kleiner Mann – ganz groß
- 1938: Der Optimist
- 1938: Das Mädchen von gestern Nacht
- 1939: Marguerite: 3
- 1940: Wie konntest Du, Veronika!
- 1940: Herz – modern möbliert
- 1941: So gefällst Du mir
- 1941: Jenny und der Herr im Frack
- 1943: Gabriele Dambrone
- 1945: Am Abend nach der Oper
- 1945: Wie ein Dieb in der Nacht
- 1953: The Dog Tag (TV-Serie The Doctor)
- 1954: The Power and the Prize (TV-Serie Robert Montgomery Presents)
- 1954: Run Like a Thief (TV-Serie The Philco Television Playhouse)
- 1959: Project Immortality (TV-Serie Playhouse 90)
- 1959: Das Tagebuch der Anne Frank (Diary Of Anne Frank)
- 1963: Season for Vengeance (TV-Serie Sam Benedict)
- 1964: The Hell Walkers (TV-Serie The DuPont Show of the Week)